# 1424 Sundmania
1424 Sundmania este un asteroid din centura principală, descoperit pe 9 ianuarie 1937, de Yrjö Väisälä.